# Tomasz Akusz
Tomasz Akusz (ur. 4 maja 1957 w Poznaniu) – polski malarz, rzeźbiarz, scenarzysta i aktor teatralny. Jest absolwentem PWSP w Poznaniu. Jest zdobywcą wielu nagród krajowych oraz zagranicznych m.in. Grand Prix na Międzynarodowym Festiwalu Plastyki i Grafiki w Belgii. Jego najnowszy cykl malarski „Popaprańcy” prezentowany był na wystawie w Parlamencie Europejskim.

## Życiorys
Tomasz Akusz jest synem Marii z domu Bajerlein, która pracowała jako nauczycielka, i Teodora Szukały, który uprawiał malarstwo sakralne i był konserwatorem zabytków m.in. katedry w Poznaniu oraz katedry w Gnieźnie. Tomasz urodził się w Poznaniu, tutaj się wychowywał i skończył Liceum Plastyczne im. Piotra Potworowskiego w Poznaniu oraz PWSP w Poznaniu. Dyplom uzyskał w 1985 roku. W latach 1979–1987 związany był z Teatrem Maya, z którym uczestniczył w wielu międzynarodowych 
festiwalach teatralnych oraz spotkaniach twórczych.

## Twórczość
Tomasz Akusz namalował łącznie ponad 900 obrazów. Jest autorem szkiców, rzeźb, instalacji artystycznych oraz obrazów ceramicznych. Od 1976 do 1977 roku związany był z Teatrem Pantomimy Nurt, z którym uczestniczył w I Festival International de Mime w Brunoy we Francji. Oprócz tego realizował scenografie do spektakli Teatru Maya, m.in. do spektaklu „Scherzo con fuoco”, „Początek” i „Sztuka umierania”. Od 1976 do 1977 roku związany był z Teatrem Pantomimy Nurt, z którym uczestniczył w I Festival International de Mime w Brunoy we Francji. Jest projektodawcą wnętrza pubu Za Kulisami w Poznaniu. Udzielał się również w pracach artystyczno-konserwatorskich m.in. na północnej ścianie Starego Rynku oraz kamienic budniczych w Poznaniu. Zaprojektował i wykonał rekonstrukcje dwóch ołtarzy: św. Ducha i Matki Boskiej w Kościele Świętego Jerzego i Świętej Jadwigi w Kłecku. Jest pomysłodawcą i założycielem Grupy Artystycznej „Opcje” wraz z Katarzyną Zygadlewicz, Tadeuszem Sobkowiakiem i Jackiem Strzódką. Jest twórcą scenografii do spektaklu „ Paradoks o aktorze” w Scenie Eksperymentalnej przy Teatrze Polskim w Poznaniu. W Muzeum Ziemi Grodziskiej znajduje się obraz Tomasza Akusza wykonany na zamówienie: „Panorama obrony Grodziska z 1848 r.”. Jest pomysłodawcą i założycielem jednego z najstarszych klubów w Poznaniu „Zak”, który powstał w 1999 roku. W klubie odbyło się około 200 koncertów muzycznych, wystaw plastycznych, spotkań literackich oraz spotkań klubu podróżnika. W 2001 roku zaprojektował statuetkę do Festiwalu Małych Form Filmowych. Zaprojektował również tablicę pamiątkową Leona Wyczółkowskiego w Poznaniu. W 2004 roku został pomysłodawcą warsztatów plastycznych dla ośrodka Monar w Różnowicach. Co roku wraz z pacjentami ośrodka tworzył instalacje artystyczne „Okna”, „Linia życia”, „Żaglowiec” pod wspólnym tytułem „Tworząc żyjemy”. W 2006 roku zaprojektował i wykonał statuetkę do akcji Ars Cup. Jego wystawy malarskie miały miejsce w wielu krajach, m.in. we Francji, Holandii, Belgii, Anglii i Włoszech. Jego prace wisiały w wielu galeriach w Polsce. W Poznaniu m.in. w City Park oraz Starym Browarze. W 2010 roku Tomasz Akusz był współzałożycielem Galerii Perlegal, która zakończyła swoją działalność wystawową w maju 2017 roku. Pracował nad naściennym, ceramicznym wystrojem Term Maltańskich. Artysta do dziś prowadzi działalność organizacji imprez plenerowych i działalność związaną z promocją sztuki.

## Wystawy indywidualne
- 1980: Pokaz malarstwa w Oval Hous e w Londynie w Anglii
- 1981: Pokaz plakatu teatralnego w siedzibie Teatru Banlieue w Brukseli
- 1986: Salon Sztuki Współczesnej – Desa w Poznaniu
- 1987: Galeria Roger Portugal w Nantes we Francji
- 1987: Galeria Nowa w Poznaniu
- 1987: Salon Sztuki Współczesnej – Desa w Poznaniu
- 1987: Galeria BWA – Brama Królewska w Szczecinie
- 1989: Salon Sztuki Współczesnej – Desa w Poznaniu
- 1989: Galeria BWA w Lesznie
- 1990: Galeria Fresk w Krakowie
- 1991: Galeria Rab van Rei w Amsterdamie
- 1991: Galeria Erice Gumowski w Duisburgu w Niemczech
- 1991: Centre Curturel w Bon- Secour w Belgii
- 1991: Galeria Anny Kareńskiej w Poznaniu
- 1992: Galeria Book Service w Poznaniu
- 1992: Galeria Im Amt w Duisburgu w Niemczech
- 1992: Centre Curturel Marius Stauet w Muscron w Belgii
- 1992: Galeria BWA w Krakowie
- 1992: Galeria BWA w Kaliszu
- 1992: Galeria Liehrhman w Liège
- 1993: Galeria Art and Business Club w Poznaniu
- 1996: Galeria Polskiego Banku Inwestycji w Poznaniu
- 1996: Galeria Brama w Warszawie
- 1996: Galeria Marcin w Poznaniu
- 1996: Galeria BWA w Sandomierzu
- 1997: Galeria 24 w Sulechowie
- 1997: Galeria BWA w Polsce
- 1998: Galeria BWA w Gorzowie Wielkopolskim
- 1998: Galeria Zamku Książ w Wałbrzychu
- 1998: III Pokaz Malarstwa w Skórzewie
- 1999: Galeria BWA Wieża Ciśnień w Koninie
- 1999: Zamek Górków w Szamotułach
- 2001: Galera Ewy Polony w Poznaniu
- 2001: Galeria ZAK wystawa rysunku w Poznaniu
- 2002: Galeria ZAK wystawa malarstwa w Poznaniu
- 2005: Galeria ZAK wystawa rzeźbiarskiej instalacji „Okna”
- 2008: Galeria Kancelaria wystawa pasteli i malarstwa w K ancelarii Grzybkowski-Guzek w Poznaniu[12]
- 2009 Galeria Kancelaria - wystawa rzeźby i malarstwa, Galeria Anity Folaron Skórzewo, Galeria Kancelaria – malarstwo, Galeria Perlegal – Skórzewo

## Wystawy zbiorowe
- 1981: Galeria Wielka 19 w Poznaniu
- 1984: Wystawa Studenckiego Plakatu Teatralnego w Wilanowie
- 1987: Bielska Jesień – Bielsko-Biała
- 1987: Interart w Poznaniu
- 1987: Jesienne Konfrontacje w Rzeszowie[13]
- 1987: Ogólnopolska Wystawa Malarstwa Współczesnego w BWA Katowice
- 1988: Arsenał’88 Warszawa
- 1988: Salon D’art. Contemporain w Sait Sebastian we Francji
- 1988: XXII Ogólnopolska Wystawa Plakatu w BWA Poznań
- 1988: Ogólnopolska Wystawa Malarstwa im. J. Spychalskiego w BWA Poznań
- 1988: Targi Galerii – Sopot BWA
- 1988: Wystawa Malarstwa ZPZMiG – Galeria BWA w Poznaniu
- 1989: Ogólnopolska Wystawa Malarstwa „ Primum non nocere” Galeria BWA w Krakowie
- 1989: Peron Kunstepreis der Frankenthal w Niemczech
- 1989: Poolse Kunstenaars – Galeria Dijkstra w Amsterdamie
- 1989: Interart w Poznaniu – Polska
- 1990: Galeria Nobel – Utrecht – Holandia
- 1990: Polacy I Rosjanie - Galeria Dijkstra – Amsterdam – Holandia
- 1990: Residence Albert Galeris w Knokke
- 1990: Vijf Polen en een Tsjech w Velp - Galeria Dijkstra – Amsterdam – Holandia
- 1990: International Festival of Plastic and Graphic Art - Mouscron – Belgia
- 1991: Poolse Kunst in het Zuiderpershuis – Antwerpia
- 1991: XI Targi Sztuki – Sztokholm w Szwecji
- 1991: Poolse Kunstenaars Blommendaal w Holandii
- 1991: Art Janction International – Nicea we Francji
- 1992: Wystawa Laureatów – Center Curturel D’Auderghem – Liega
- 1994: Coincidences w Mouscron w Belgii
- 1994: Opcje – Galeria Styl w Poznaniu
- 1994: I Letni Pokaz Malarstwa – Opcje

- 1994: Muzeum Początków Państwa Polskiego –wystawa poplenerowa Grupy Opcje w Gnieźnie
- 1997: I Festiwal Sztuki – Trwanie obrazu w Poznaniu
- 1998: Portret Rodziny we wnętrzu – Galeria Polony w Poznaniu
- 1998: V Biennale Sztuki Sakralnej – Galeria BWA w Gorzowie Wlkp
- 1998: XVII Festiwal Malarstwa Współczesnego w Szczecinie
- 2001: XX lat Galerii Polony w Poznaniu
- 2004: Paleta Erosa – Galeria Profil w Poznaniu
- 2005: II Międzynarodowy Festiwal L’Amor w Mons w Belgii
- 2005: Paleta Erosa – Galeria Piano Bar w Starym Browarze w Poznaniu
- 2005: II Biennale Sztuki w Poznaniu
- 2006: Międzynarodowy Festiwal l’Amor w Mons w Belgii
- 2006: XXPO86- Okrąglak w Poznaniu
- 2008: Wielkie Oczy Sztuki 2 w Szamotułach
- 2008: Galeria u Jezuitów- Przestrzeń Natury – Przestrzeń sztuki w Poznaniu
- 2010: IV Biennale Sztuki – TOŻSAMOŚĆ – Galeria Profil w Poznaniu
- 2010: Urząd Miasta Oborniki – promocja sztuki współczesnej, Polska
- 2010: Galeria Kancelaria – Kancelaria Grzybkowski-Guzek w Poznaniu
- 2011: City Park For Art. w Poznaniu
- 2011: Koktajl Sztuki II – Galeria Perlegal – Skórzewo, Polska
- 2012: Inwestycja w sztukę – Galeria Perlegal
- 2012: Awangarda Wokół Wielkopolski – Parlament Europejski w Brukseli
- 2012: METALMEX 2012 – Trendy i innowacje- Przeźmierowo, Polska
- 2012: Inwestycja w sztukę – Termy 12 – Termy Maltańskie Poznań
- 2013: Salon MB Motors w Poznaniu
- 2013: Metalmex Wysokotowo
- 2013: Czas Sztuki WOK we Wronkach
- 2015: Niezatapialni w Galerii Perlegal

## Festiwale teatralne
- 1977: I Festival International de Mime w Brunoy we Francji
- 1979: XV Łódzkie Spotkania Teatralne
- 1980: Carrefour De l’Europe w Nantes we Francji
- 1980: Międzynarodowy Festiwal Teatralny w Lyon we Francji
- 1980: Tourne teatralne w Belgii i Anglii
- 1981: Dni Kultury Polskiej w Zurich w Szwajcarii
- 1981: Lubelskie Spotkania Teatralne w Lublinie
- 1981: Międzynarodowy Festiwal Teatru Otwartego we Wrocławiu
- 1981: Festiwal Teatralny Banlieue - Pologne w Brukseli
- 1982: Theater Der Frein – Kolonia – Niemcy
- 1982: XIII Festival Internazionale Dei Teatri Universitari w L’Aquila we Włoszech
- 1982: Festival Freier Thetergruppen w Arnsberg w Niemczech
- 1982: Polen in Assen w Holandii
- 1982: Biennale Universitiare de Coimbra w Portugalii
- 1987: Carrefour De l’Europe w Nantes we Francji
- 1987: Festiwal Małych Form Teatralnych w Szczecinie

## Nagrody i wyróżnienia
- 1987: Wyróżnienie na Jesiennych Konfrontacjach w Rzeszowie
- 1987: Wyróżnienie na Ogólnopolskiej Wystawie Malarstwa Współczesnego w Katowicach
- 1987: Stypendium roczne Ministerstwa Kultury i Sztuki
- 1988: Nagroda Miasta Poznania
- 1988: Wyróżnienie na Ogólnopolskiej Wystawie Malarstwa w Tychach
- 1989: I nagroda na Ogólnopolskiej Wystawie Malarstwa „ Primum non nocere” w Krakowie
- 1989: Wojewódzka Nagroda Młodych Twórców
- 1990: Grand Prix International Festiwal of Plastik and Graphic Art – Mouscron w Belgii